# Maximilian Wilhelm von Dombroick
Maximilian Wilhelm Dombroick (død 10. maj 1752) var en tysk officer og general i dansk tjeneste.
Han var af en adelig patricierfamilie fra Unna i Westfalen. Fra ung af soldat kom han 1711 i dansk tjeneste som kaptajn ved jyske gevorbne Infanteriregiment. Som Løn for sit gode forhold under felttogene i Nordtyskland blev han 1715 forsat til Garden til fods, hvor han 1721 blev sekondmajor efter året forud at have fået karakter som oberstløjtnant af Infanteriet. 1728 blev han oberst og chef for Ribe Stifts Nationalregiment, ved dettes opløsning 1731 overfører ved Drabantgarden, 1732 chef for oplandske, 1733 for sjællandske Nationalregiment, 1734 for et gevorbent regiment (tidligere Prins Carls, fra 1737 lollandske), der stod i begreb med at afgå til Tyskland som del af det korps, Danmark stillede til kejserens rådighed under den Polske Arvefølgekrig. Som bekendt førtes denne 2-årige krig med meget ringe energi fra begge sider, men Dombroick, der 1735 blev generalmajor, må dog have haft lejlighed til at godtgøre en vis duelighed, thi da Danmark 1741 atter sendte et lignende korps til Tyskland, denne gang for at dække Hannover mod franskmændene, blev han som brigadekommandør attacheret korpset, uagtet hans regiment ikke var med, og i lignende stilling ansattes han, da der året efter på Sjælland samledes et korps imod Sverige. 1741 blev han hvid ridder, 1747 generalløjtnant. 1749 fratrådte han kommandoen over sit regiment og blev kommandant i Rendsborg, hvor han døde 10. maj 1752.
Dombroick var to gange gift: 1. gang med Augusta f. baronesse Brockdorff (f. 27. Nov. 1701 d. 16. juni 1739 og angives da at være 35 år gammel), datter af generaløjtnant, baron Schack Brockdorff, 2. gang med Margrethe f. von Arenstorff (f. 6. januar 1712 d. 7. december 1760), datter af oberst Henning von Arenstorff til Stovgård. Efter sin første hustrus moder, Sophie Charlotte von Vittinghof, arvede Dombroick 1732 Knabstrup; han skildres som en virksom og duelig godsejer, men hans iver for at forbedre ejendommen synes at have ført ham videre, end hans pengemidler tillod. 1745 solgte han Knabstrup til J.L. Castenschiold.